# Ira Wolfert
Ira Wolfert (New York, 1º novembre 1908 – Margaretville, 24 novembre 1997) è stato un giornalista e scrittore statunitense, che come corrispondente e scrittore di guerra vinse il premio Premio Pulitzer per il miglior giornalismo internazionale nel 1943.

## Biografia
Nacque a New York il 1º novembre 1908, figlio di Moses e di Sophie Seidl. Nel 1928 sposò la poetessa Helen Herschdorfer lavorando come autista di taxi e di tram elettrici per mantenere la famiglia e continuare gli studi. Nel 1930 conseguì la laurea in giornalismo presso la Columbia University Graduate School of Journalism. Inizialmente lavorò come corrispondente del quotidiano New York Post, dapprima a New York, e poi a Berlino, dove assistette all’ascesa al potere di Adolf Hitler e del Partito Nazionalsocialista.
Rientrato negli USA andò a lavorare presso il North American Newspaper Alliance come giornalista e critico teatrale, rimanendovi dagli anni trenta alla seconda guerra mondiale. Nel 1941 si trovava a bordo del sommergibile Surcouf, appartenente alle Forces navales françaises libres, allora impegnato nelle operazioni di liberazione delle isole di Saint-Pierre e Miquelon. La sua serie di articoli sulla battaglia navale di Guadalcanal del novembre 1942 gli valsero la concessione del Premio Pulitzer per il miglior giornalismo internazionale nel 1943. Il suo primo romanzo, Tucker's People, su un malvagio gangster di New York, venne pubblicato nel corso del 1943, e fu ben accolto sia dalla critica letteraria che dal pubblico in generale. In quello stesso anno diede alle stampe anche il libro Battle for the Solomons che divenne subito un bestseller.
Nel 1944 scrisse insieme all’asso dell'aviazione statunitense Dominic Salvatore Gentile il libro One man Air Force, in cui Gentile, uno dei migliori piloti da caccia dell’epoca, descriveva in dettaglio le sue imprese di aviatore che volava sui North American P-51 Mustang dell’8th Air Force. Nel 1945 pubblicò American Guerrilla in the Philippines, in cui raccontava le imprese belliche dell’alfiere dell’US Navy Iliff David Richardson, da cui fu tratto il film I guerriglieri delle Filippine diretto da Fritz Lang e interpretato da Tyrone Power. Nel 1948 fu co-sceneggiatore con Abraham Polonsky del copione del film Le forze del male, adattamento cinematografico del suo libro Tucker’s People. Nello stesso anno colse un altro successo con il romanzo An Act of Love. Dopo la fine del secondo conflitto mondiale continuò scrivere come giornalista, principalmente articoli per la rivista Reader's Digest.
La Commissione per le attività antiamericane lo considerava un partigiano comunista, e lo fece tenere a lungo sotto controllo dall’FBI, registrandone anche le telefonate. Si spense presso il Mountainside Residential Care Center di Margaretville, stato di New York, all'età di 89 anni, il 24 novembre 1997, lasciando la figlia Ruth, il figlio Michael e quattro nipoti.

## Pubblicazioni
- Battle of Solomons, Houghton Mifflin, Boston, 1943
- Torpedo 8, The Story Of Swede Larsens Bomber Squadron,  Houghton Mifflin, Boston, 1943.
- Tucker's People, L.B. Fischer, New York, 1943
- One Man Air Force, con Dominic Salvatore Gentile, L.B. Fischer, New York, 1944.
- American Guerilla in the Philipines, Simon and Schuster, New York, 1945.
- An Act of Love, Simon and Schuster, New York, 1948.

### Annotazioni
1. ↑  Il loro matrimonio durò 57 anni, fino alla morte della Herschdorfer, avvenuta nel 1985.
2. ↑  Coprendo i teatri di Broadway ebbe modo di intervistare numerose celebrità teatrali e cinematografiche.

### Fonti
1. 1 2 3 4 5 6 7 8 9  Fandango.
2. 1 2 3   Eric Pace, Ira Wolfert, 89, Whose Novel Is Basis of a Film Noir of the 40's (obituary), in The New York Times, 27 novembre 1997.
3. 1 2  Hoberman 2011, p. 87.
4. ↑  (EN) 1943 winners, su pulitzer.org, The Pulitzer Prizes (pulitzer.org). URL consultato il 4 marzo 2010.
5. 1 2   Ira Wolfert, 89, a Pulitzer Prize-winning war reporter ..., in Baltimore Sun, 29 novembre 1997. URL consultato il 1º aprile 2018 (archiviato dall'url originale il 14 marzo 2012).
6. ↑  Buhle, Wagner 2001, p. 121.
7. 1 2  Buhle, Wagner 2001, p. 122.
8. ↑   Ira Wolfert according to HUAC, su writing.upenn.edu, The Center for Programs in Contemporary Writing @ The University of Pennsylvania. URL consultato il 4 marzo 2010.
9. ↑  Buhle, Wagner 2001, p. 235.